# Platypalpus zetterstedti
Platypalpus zetterstedti is een vliegensoort uit de familie van de Hybotidae. De wetenschappelijke naam van de soort is voor het eerst geldig gepubliceerd in 1971 door Chvala.